# Divisori di potenza e accoppiatori direzionali

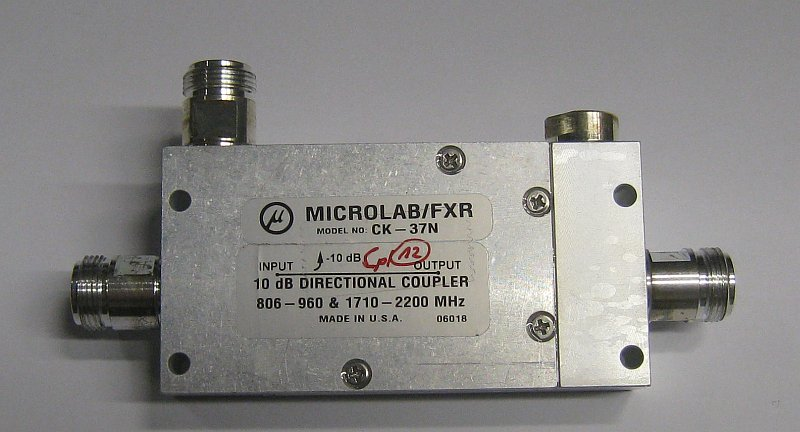
Un accoppiatore direzionale da 10 dB nella banda 1,7-2,2 GHz. Da sinistra a destra: porta d'ingresso, porta accoppiata, porta isolata (terminata con un carico) e porta di trasmissione.

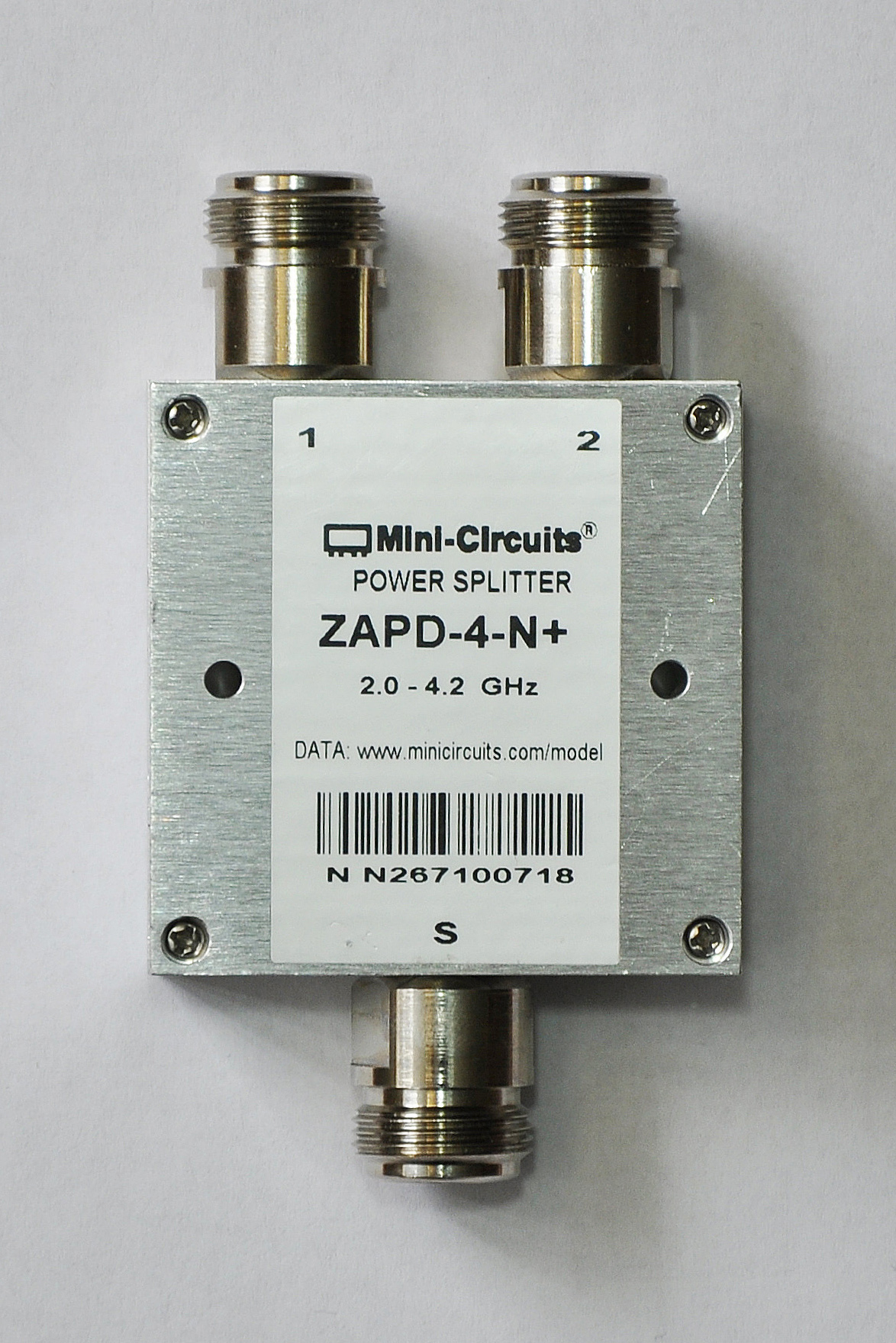
Un divisore/combinatore di potenza da 3 dB nella banda 2,0-4,2 GHz.

I divisori di potenza (detti anche splitter di potenza e, quando sono usati in senso inverso, combinatori di potenza) e gli accoppiatori direzionali sono dispositivi passivi utilizzati principalmente nel campo della tecnologia radiotecnica. Essi accoppiano una quantità definita di potenza elettromagnetica in una linea di trasmissione a una porta consentendo che un segnale sia utilizzato in un altro circuito. Una caratteristica essenziale degli accoppiatori direzionali è che essi possono accoppiare solo la potenza che fluisce in una certa direzione. La potenza che entra nella porta di uscita è accoppiata alla porta isolata ma non alla porta accoppiata. Un accoppiatore direzionale progettato per dividere la potenza ugualmente tra due porte è chiamato accoppiatore ibrido.
Gli accoppiatori direzionali sono spesso costruiti da due linee di trasmissione accoppiate abbastanza vicine tra loro in modo tale che l'energia che passa attraverso una sia accoppiata all'altra. Questa tecnica viene preferita alle frequenze nel campo delle microonde dove progettazioni relative a linee di trasmissione sono comunemente usati per implementare molti elementi circuitali. Tuttavia, sono possibili anche dispositivi con componenti a parametri concentrati a frequenze minori, ad esempio le frequenze audio tipiche della telefonia. Alle frequenze nel campo delle microonde, in particolare per le bande più elevate, si possono usare anche progettazioni basate su guide d'onda. Molti di questi accoppiatori a guide d'onda hanno il corrispettivo realizzato con una progettazione che fa uso di linee di trasmissione, ma ci sono anche altri tipi realizzabili solo con le guide d'onda.
Gli accoppiatori direzionali e i divisori di potenza hanno molte applicazioni. Queste includono il campionamento di segnali per misurazioni o monitoraggi, la realizzazione di circuiti controreazionati, la combinazione di alimentazioni da e verso antenne, la regolazione del diagramma di radiazione delle antenne (fascio d'antenna), la realizzazione di taps (dispositivi per il monitoraggio) per sistemi distribuiti via cavo per esempio la TV via cavo, la separazione dei segnali trasmessi e ricevuti sulle linee telefoniche.

## Notazione e simboli

Figura 1. Due simboli usati per gli accoppiatori direzionali

I simboli utilizzati più spesso per gli accoppiatori direzionali sono mostrati nella figura 1. Il simbolo potrebbe avere il fattore di accoppiamento espresso in dB segnato su di esso. Gli accoppiatori direzionali hanno quattro porte.  La porta 1 è la porta d'ingresso dove viene applicata la potenza. La porta 3 è la porta accoppiata dove appare una porzione della potenza applicata alla porta 1. La porta 2 è la porta di trasmissione dove in uscita si ritrova la potenza dalla porta 1, meno la porzione che è andata alla porta 3.  Frequentemente, gli accoppiatori direzionali sono simmetrici dunque esiste anche la porta 4, la porta isolata. Una porzione della potenza applicata alla porta 2 verrà accoppiata alla porta 4. Tuttavia, normalmente, il dispositivo non è usato in questa modalità e la porta 4, solitamente, viene terminata su un a carico adattato (tipicamente 50 ohm). Questa terminazione può essere interna al dispositivo e, in tal caso, la porta 4 non è accessibile all'utente. In pratica, questo risulta un dispositivo a 3 porte, da cui l'utilità del secondo simbolo per gli accoppiatori direzionali nella figura 1.

Figura 2. Simbolo per il divisore di potenza

In questo articolo, i simboli nella forma
{\displaystyle P_{\mathrm {a,b} }\ }
hanno il significato di "parametro P alla porta a prodotto da un ingresso alla porta b".
Un simbolo per i divisori di potenza è mostrato in figura 2. I divisori di potenza e gli accoppiatori direzionali, in ogni caso, sono la stessa classe di dispositivi. La locuzione accoppiatore direzionale tende ad essere usata per i dispositivi a 4 porte che sono
solo vagamente accoppiati – cioè, solo una piccola frazione della potenza in ingresso appare alla porta accoppiata. La locuzione divisore di potenza è usata per dispositivi con stretto accoppiamento (comunemente, un divisore di potenza fornisce metà della potenza di ingresso in ciascuna delle sue porte di uscita – si tratta di un divisore da 3 dB) e, solitamente, viene considerato un dispositivo a 3 porte.

## Parametri
Le comuni proprietà desiderate per tutti gli accoppiatori direzionali sono una estesa larghezza di banda, un'elevata direttività e un buon adattamento di impedenza per tutte le porte quando le altre porte sono terminate con carichi adattati. Alcune di queste caratteristiche generali ed altre sono discusse sotto.

### Fattore di accoppiamento
Il fattore di accoppiamento è definito come:  {\displaystyle C_{3,1}=10\log {\left({\frac {P_{3}}{P_{1}}}\right)}\quad {\rm {dB}}}
dove P1 è la potenza in ingresso alla porta 1 e P3 è la potenza in uscita dalla porta accoppiata (vedere figura 1).
Il fattore di accoppiamento rappresenta la proprietà principale di un accoppiatore direzionale. Il fattore di accoppiamento è una quantità negativa, non può superare 0 dB per un dispositivo passivo e in pratica non supera −3 dB poiché con un valore maggiore di questo risulterebbe una potenza in uscita dalla porta accoppiata maggiore di quella dalla porta di trasmissione – in effetti i loro ruoli sarebbero invertiti. Nonostante si tratti di un valore negativo, spesso il segno meno viene omesso (ma ancora sottinteso) nei testi e nei diagrammi attualmente in uso e alcuni autori si spingono a definirlo una quantità positiva. L'accoppiamento non è costante, ma varia con la frequenza. Mentre diverse progettazioni possono fare in modo da ridurre la varianza, teoricamente un accoppiatore con andamento perfettamente piatto non può essere costruito. Gli accoppiatori direzionali sono classificati in termini di accuratezza nell'accoppiamento al centro della banda di frequenza.

### Perdite

Figura 3. Grafico della perdita d'inserimento dovuta all'accoppiamento

La perdita d'inserzione della linea principale dalla porta 1 alla porta 2 (associata alla differenza P1 – P2) è:
Perdita d'inserzione: {\displaystyle L_{i2,1}=-10\log {\left({\frac {P_{2}}{P_{1}}}\right)}\quad {\rm {dB}}}
Parte di questa perdita è dovuta a della potenza che va alla porta accoppiata, è chiamata perdita di accoppiamento ed è data da:
Perdita di accoppiamento: {\displaystyle L_{c2,1}=-10\log {\left(1-{\frac {P_{3}}{P_{1}}}\right)}\quad {\rm {dB}}}
La perdita d'inserzione di un accoppiatore direzionale ideale consisterà interamente nella perdita di accoppiamento. In un accoppiatore direzionale reale, tuttavia, la perdita d'inserzione consiste in una combinazione di perdita di accoppiamento, perdita dovuta al dielettrico, perdita dovuta al conduttore, e perdita dovuta al ROS. A seconda dell'intervallo di frequenze, la perdita di accoppiamento diventa meno significativa oltre i 15 dB di accoppiamento quando le altre perdite costituiscono la maggior parte della perdita. La perdita d'inserzione teorica (espressa in dB) confrontata con quella di accoppiamento (anch'essa espressa in dB) per un accoppiatore privo di effetti dissipativi è mostrata nel grafico della figura 3 nella tabella sottostante.
| Accoppiamento | Perdita d'inserzione |
| dB            | dB                   |
| ------------- | -------------------- |
| 3             | 3.00                 |
| 6             | 1.25                 |
| 10            | 0.458                |
| 20            | 0.0436               |
| 30            | 0.00435              |

### Isolamento
L'isolamento di un accoppiatore direzionale può essere definito come la differenza nei livelli di segnale espressa in dB tra la porta d'ingresso e la porta isolata quando le due porte sono terminate con carichi adattati, o:
Isolamento: {\displaystyle I_{4,1}=-10\log {\left({\frac {P_{4}}{P_{1}}}\right)}\quad {\rm {dB}}}
Si può definire anche l'isolamento tra le due porte di uscita. In tal caso, una delle porte di uscita è usata come ingresso; l'altra è considerata la porta di uscita, mentre le altre due porte (porta d'ingresso e porta isolata) sono terminate su carichi adattati.
Di conseguenza:  {\displaystyle I_{3,2}=-10\log {\left({\frac {P_{3}}{P_{2}}}\right)}\quad {\rm {dB}}}
L'isolamento tra la porta d'ingresso e quella isolata potrebbe essere differente da quello tra le due porte di uscita. Per esempio, l'isolamento tra le porte 1 e 4 può essere pari a 30 dB mentre quello tra le porte 2 e 3 può essere pari a un valore diverso, per esempio 25 dB. L'isolamento può essere stimato mediante la somma della perdita di accoppiamento con la return loss. L'isolamento dovrebbe essere il più elevato possibile. Negli accoppiatori reali la porta isolata non è mai completamente isolata: della potenza RF sarà sempre presente. Gli accoppiatori direzionali a guide d'onda presentano il miglior isolamento.

### Direttività
La direttività è direttamente correlata all'isolamento. È definita come:
Direttività: {\displaystyle D_{3,4}=-10\log {\left({\frac {P_{4}}{P_{3}}}\right)}=-10\log {\left({\frac {P_{4}}{P_{1}}}\right)}+10\log {\left({\frac {P_{3}}{P_{1}}}\right)}\quad {\rm {dB}}}
dove: P3 è la potenza in uscita dalla porta accoppiata e P4 è la potenza in uscita dalla porta isolata.
La direttività dovrebbe essere la più elevata possibile. La direttività è molto elevata alla frequenza di progettazione ed è varia più sensibilmente con la frequenza poiché dipende dalla cancellazione di due componenti ondose. Gli accoppiatori direzionali a guide d'onda presentano la migliore direttività. La direttività non è direttamente misurabile ed è calcolata mediante la somma dell'isolamento con misure del fattore di accoppiamento (che è un valore negativo) nel modo seguente:
{\displaystyle D_{3,4}=I_{4,1}+C_{3,1}\quad {\rm {dB}}}
È da notare che nel caso in cui si usi la definizione positiva di fattore di accoppiamento, la formula deve essere scritta:
{\displaystyle D_{3,4}=I_{4,1}-C_{3,1}\quad {\rm {dB}}}

### Parametri S
La matrice S per un accoppiatore direzionale simmetrico ideale (perfettamente adattato e con isolamento infinito) è data da:
{\displaystyle \mathbf {S} ={\begin{bmatrix}0&\tau &\kappa &0\\\tau &0&0&\kappa \\\kappa &0&0&\tau \\0&\kappa &\tau &0\end{bmatrix}}}
{\displaystyle \tau \ } è il coefficiente di trasmissione e
{\displaystyle \kappa \ } è il coefficiente di accoppiamento
In generale, {\displaystyle \tau \ } e {\displaystyle \kappa \ } sono numeri complessi, dipendenti dalla frequenza. Gli zeri sulla diagonale principale della matrice sono una conseguenza del perfetto adattamento – la potenza in ingresso a qualsiasi porta non viene riflessa sulla stessa porta. Invece, gli zeri sulla diagonale secondaria della matrice sono una conseguenza del perfetto isolamento tra la porta d'ingresso e la porta isolata.
Per un accoppiatore direzionale passivo senza perdite, in più si deve avere:
{\displaystyle \tau {\overline {\tau }}+\kappa {\overline {\kappa }}=1}
poiché la potenza entrante nella porta d'ingresso deve andarsene tutta mediante una delle altre due porte.
La perdita d'inserzione è correlata a {\displaystyle \tau \ } così:
{\displaystyle L(\mathrm {dB} )=-20\log |\tau |\ }
Il fattore di accoppiamento è correlato a {\displaystyle \kappa \ } così:
{\displaystyle C(\mathrm {dB} )=20\log |\kappa |\ }
I termini non nulli della diagonale principale sono correlati alla return loss e i termini non nulli della diagonale secondaria sono correlati all'isolamento mediante espressioni simili.
Alcuni autori definiscono i numeri delle porte con le porte 3 e 4 scambiate. Ciò si traduce in una matrice di scattering che non è più azzerata sulla diagonale secondaria.

### Bilancio di ampiezza
Questa terminologia definisce la differenza di potenza espressa in dB tra le due porte di uscita di un accoppiatore ibrido da 3 dB. In un circuito ibrido ideale, la differenza dovrebbe essere 0 dB. Tuttavia, nella pratica in un dispositivo il bilancio di ampiezza dipende dalla frequenza e si discosta dal valore corrispondente a una differenza di 0 dB.

### Bilancio di fase
La differenza di fase tra le due porte di uscita di un accoppiatore ibrido dovrebbe essere 0°, 90°, o 180° a seconda del tipo utilizzato. Tuttavia, come per il bilancio di ampiezza, la differenza di fase è sensibile alla frequenza in ingresso e tipicamente varierà di pochi gradi.

## Tipologie realizzate con linee di trasmissione

### Accoppiatori direzionali

#### Linee di trasmissione accoppiate

Figura 4. Accoppiatore direzionale a sezione singola λ/4

La più comune forma di accoppiatore direzionale è una coppia di linee di trasmissione accoppiate. Si possono realizzare con varie tecnologie inclusi cavi coassiali e le tecnologie planari (stripline e microstrip).  Un'implementazione in stripline è mostrata nella figura 4 che mostra un accoppiatore direzionale da un quarto di lunghezza d'onda (λ/4). La potenza sulla linea accoppiata fluisce nella direzione opposta rispetto alla direzione in cui fluisce la potenza nella linea principale, quindi la disposizione delle porte non è la stessa mostrata in figura 1, ma la numerazione rimane la stessa. Per questa ragione a volte viene definito un accoppiatore inverso.
La linea principale è la sezione tra le porte 1 e 2 e la linea accoppiata è la sezione tra le porte 3 e 4. Poiché l'accoppiatore direzionale è un dispositivo lineare, le notazioni in figura 1 sono arbitrarie. Qualsiasi porta può fungere da ingresso, (si vede un esempio in figura 20) il che comporta che la porta connessa direttamente diventi la porta di trasmissione, la porta adiacente diventi la porta accoppiata e la porta diagonale diventi la porta isolata. Su alcuni accoppiatori direzionali, la linea prcipale è progettata per operare ad alta potenza (connettori di grandi dimensioni), mentre la porta accoppiata può utilizzare un connettore piccolo, per esempio un connettore SMA. La potenza nominale supportata del carico interno (impedenza di uscita) può anche limitare il funzionamento sulla linea accoppiata.

Figura 7. Circuito equivalente a elementi concentrati degli accoppiatori mostrati nelle figure 5 e 6

L'accuratezza del fattore di accoppiamento dipende dalle tolleranze in termini di dimensioni per la spaziatura delle due linee accoppiate. Per le tecnologie planari realizzate con circuiti stampati ciò si riduce alla risoluzione del processo di stampa che determina la larghezza minima della traccia che può essere prodotta e pone anche un limite alla vicinanza delle linee tra loro. Ciò diviene un problema quando è richiesto un accoppiamento molto stretto, dato che gli accoppiatori da 3 dB spesso utilizzano una progettazione differente. Tuttavia, le linee strettamente accoppiate possono essere prodotte con una air stripline che consente anche la fabbricazione mediante tecnologia planare stampata. In questo tipo di progettazione le due linee vengono stampate sui lati opposti del dielettrico piuttosto che fianco a fianco. L'accoppiamento delle due linee attraverso la loro larghezza è molto più grande dell'accoppiamento che si ha quando sono una di fronte all'altra.
La progettazione di una linea accoppiata λ/4 è una buona soluzione per le implementazioni con cavi coassiali e stripline ma non funziona molto bene nell'ormai popolare formato a microstrip, nonostante esistano comunque delle progettazioni. La ragione di ciò è che una microstrip non è un mezzo omogeneo – ci sono due mezzi differenti sopra e sotto la strip (striscia) che fa da linea di trasmissione. Ciò porta a modi di trasmissione diversi dal normale modo TEM presente nei circuiti conduttivi. Le velocità di propagazione dei modi pari e dispari sono diverse e portano alla dispersione del segnale. Una soluzione migliore le linee a microstrip è una linea accoppiata molto più corta di λ/4, mostrata in figura 5, ma ciò ha lo svantaggio di un fattore di accoppiamento che aumenta notevolmente con la frequenza. Una variante di questa progettazione, che a volte si incontra, ha la linea accoppiata con un'impedenza maggiore rispetto alla linea principale, come mostrato per esempio in figura 6. Questa progettazione è vantaggiosa quando l'accoppiatore viene connesso a un rivelatore per il monitoraggio della potenza. La linea a impedenza più elevata determina una tensione RF più elevata per una data potenza nella linea principale, semplificando il lavoro del diodo rivelatore.
L'intervallo di frequenza specificato dai produttori è quello della linea accoppiata. La risposta per la linea principale è molto più ampia: per esempio un accoppiatore indicato per la banda 2-4 GHz potrebbe avere una linea principale in grado di funzionare a 1–5 GHz. La risposta per la linea accoppiata è periodica con la frequenza. Per esempio, un accoppiatore con linea accoppiata λ/4 avrà risposte a nλ/4 dove n è un intero dispari.
Una sezione accoppiata λ/4 singola va bene per larghezze di banda inferiori a un ottavo.  Per ottenere larghezze di banda maggiori si utilizzano sezioni di accoppiamento λ/4 multiple. La progettazione di tali accoppiatori procede più o meno allo stesso modo della progettazione dei filtri ad elementi distribuiti. Le sezioni dell'accoppiatore sono trattate come se fossero sezioni di un filtro e, regolando il fattore di accoppiamento di ciascuna sezione, la porta accoppiata può essere fatta per avere una qualsiasi delle classiche risposte di un filtro, per esempio una risposta massimamente piatta (filtro Butterworth), equiripple (filtro Cauer), o con un ripple specifico (filtro Čebyšëv). Il ripple è la massima variazione in uscita della porta accoppiata nella sua banda passante, solitamente indicato come più o meno un valore in dB dal fattore di accoppiamento nominale.

Figura 8. Un accoppiatore direzionale in formato planare a 5 sezioni

Si può dimostrare che gli accoppiatori direzionali a linea accoppiata hanno {\displaystyle \tau \ } puramente reale e {\displaystyle \kappa \ } puramente immaginario a tutte le frequenze. Ciò porta a una semplificazione della matrice S e al risultato che la porta accoppiata è sempre in quadratura, cioè con una differenza di fase di 90°, rispetto alla porta di uscita. Alcune applicazioni fanno uso di questa differenza di fase. Ponendo {\displaystyle \kappa =i\kappa _{\mathrm {I} }\ }, il caso ideale di funzionamento senza perdite si semplifica, riducendosi a:
{\displaystyle \tau ^{2}+{\kappa _{\mathrm {I} }}^{2}=1\ }

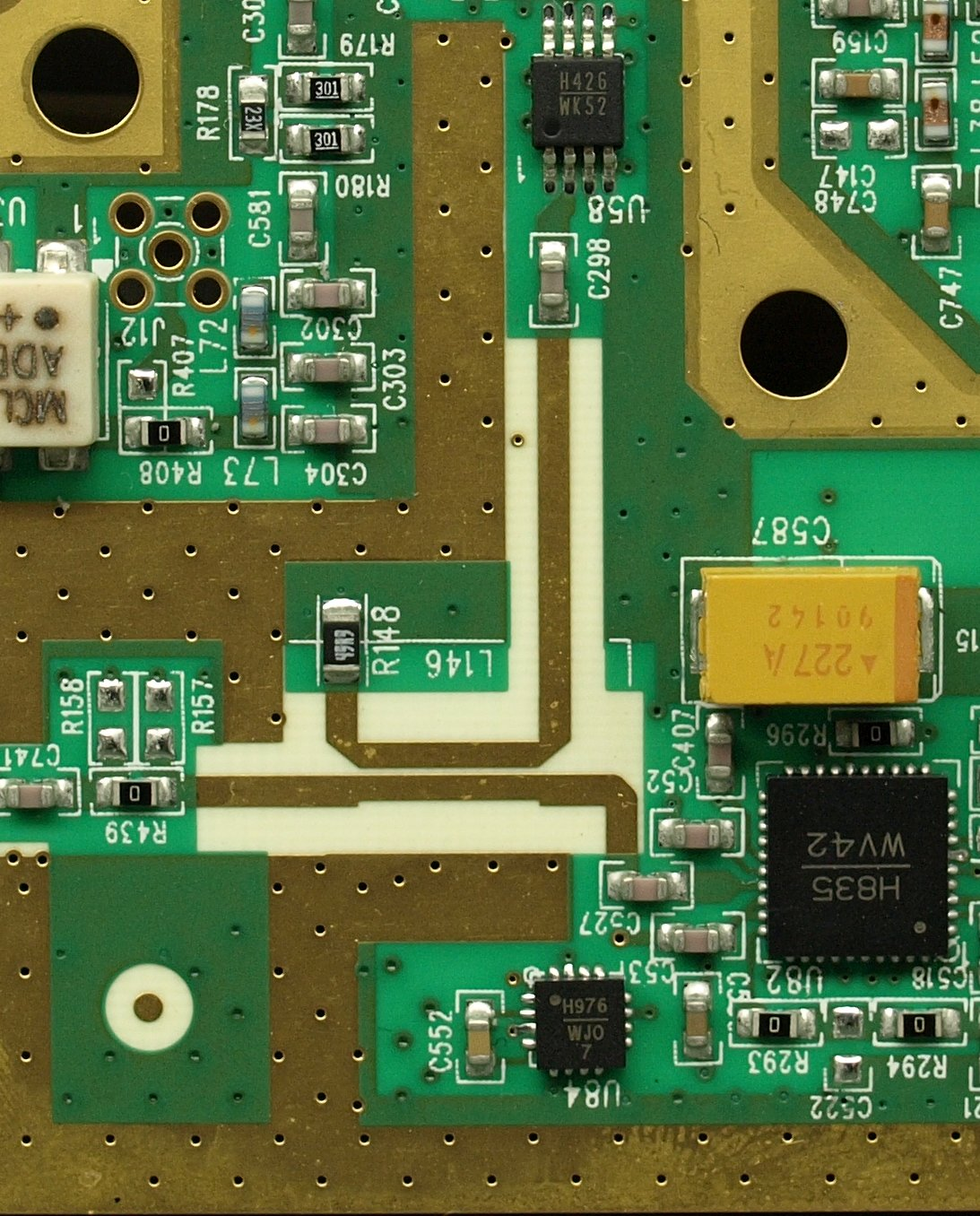
Accoppiatore direzionale a microstrip sull'uscita di un oscillatore locale sul circuito stampato di un analizzatore di spettro.
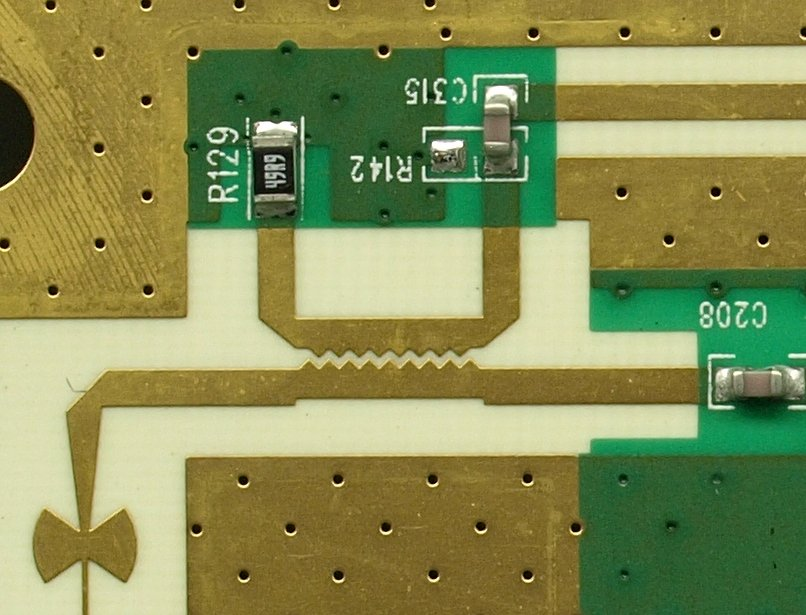
Accoppiatore direzionale sawtooth microstrip

#### Accoppiatore con branch-line

Figura 9. Un accoppiatore con branch-line a 3 sezioni implementato nel formato planare

L'accoppiatore con branch-line è costituito da due linee di trasmissione parallele accoppiate fisicamente mediante due o più branch-line (spezzoni perpendicolari alle linee stesse) disposte tra di esse. Le branch-line sono spaziate di λ/4 e rappresentano sezioni come quelle che compaiono nella progettazione di un filtro multi-sezione, allo stesso modo delle sezioni multiple di un accoppiatore con linea accoppiata, tranne per il fatto che in questo caso l'accoppiamento di ciascuna sezione è controllato con l'impedenza delle branch-line. La linea principale e quella accoppiata sono {\displaystyle \scriptstyle {\sqrt {2}}} dell'impedenza del sistema (per sistema si intende la parte di circuito, esterno all'accoppiatore, in cui esso viene inserito). Più sezioni ci sono nell'accoppiatore, maggiore è il rapporto delle impedenze delle branch-line. Le linee ad alta impedenza hanno tracce strette e questo, di solito, limita la progettazione a tre sezioni in formati planari a causa delle limitazioni di fabbricazione. Una limitazione analoga si applica a fattori di accoppiamento inferiori a 10 dB; un basso accoppiamento richiede anche tracce strette. Le linee accoppiate sono una scelta migliore quando è richiesto un accoppiamento non stretto, ma gli accoppiamenti con branch-line sono indicati per l'accoppiamento stretto e possono essere utilizzati per ottenere accoppiatori ibridi da 3 dB. Gli accoppiatori con branch-line, di solito, non hanno una larghezza di banda così ampia come le linee accoppiate. Questo tipo di accoppiatore è adatto per l'implementazione nei formati ad alta potenza, con l'aria usata come dielettrico e a barra solida, poiché la struttura rigida è facile da supportare meccanicamente.
Gli accoppiatori con branch-line possono essere usati come circuito con linee incrociate in alternativa agli air bridge (costituiti da un conduttore su un circuito integrato che attraversa altri conduttori in uno spazio vuoto con aria realizzato nel processo di fabbricazione del wafer), che in alcune applicazioni causano un ammontare inaccettabile di accoppiamento tra le linee incrociate. Un circuito ideale con linee incrociate, realizzato con branch-line, teoricamente, non ha accoppiamento tra i due percorsi attraverso di esso. La progettazione consiste in un accoppiatore a 3 branch-line equivalente a due accoppiatori ibridi da 3 dB a 90° collegati in cascata. Il risultato è effettivamente un accoppiatore da 0 dB. Esso incrocerà gli ingressi con le uscite diagonalmente opposte, con un ritardo di fase di 90° in entrambe le linee.

#### Accoppiatore di Lange
La costruzione dell'accoppiatore di Lange è simile al filtro_interdigitale con linee parallele interfoliate per ottenere l'accoppiamento. È usato per forti accoppiamenti nell'intervallo da 3 dB a 6 dB.

### Divisori di potenza

Figura 10. Semplice divisione della potenza con giunzione a T in formato planare

I primi divisori di potenza realizzati con linee di trasmissione erano semplici giunzioni a T.  Queste soffrono di un isolamento molto scarso tra le porte di uscita – una gran parte della potenza riflessa all'indietro dalla porta 2 va a finire verso la porta 3. Si può dimostrare che teoricamente non è possibile adattare simultaneamente tutte e tre le porte di un tale dispositivo a tre porte senza perdite passivo e che un isolamento scarso è inevitabile. Ciò, tuttavia, è possibile con dispositivi a quattro porte e questa è la ragione fondamentale per la quale i dispositivi a quattro porte vengono usati per implementare i divisori di potenza a tre porte: i dispositivi a quattro porte possono essere progettati in modo tale che la potenza in arrivo alla porta 2 sia divisa tra la porta 1 e la porta 4 (che viene terminata con un carico adattato) mentre non ne vada alcuna (nel caso ideale) alla porta 3.
Il termine accoppiatore ibrido in origine si applicava agli accoppiatori direzionali a linea accoppiata da 3 dB, cioè accoppiatori direzionali in cui le potenze alle due uscite sono ciascuna metà della potenza in ingresso. Equivalentemente, ciò significava un accoppiatore in quadratura da 3 dB con uscite sfasate di 90°. Attualmente, qualsiasi dispositivo a 4 porte adattato con bracci isolati e uguale divisione di potenza viene chiamato accoppiatore ibrido. Altri tipi possono avere differenti relazioni di fase. Se è 90°, si tratta di un accoppiatore ibrido da 90°, se è 180°, si tratta di un accoppiatore ibrido da 180° e così via. In questo articolo accoppiatore ibrido senza ulteriori specificazioni significa accoppiatore ibrido a linea accoppiata.

#### Divisore di potenza di Wilkinson

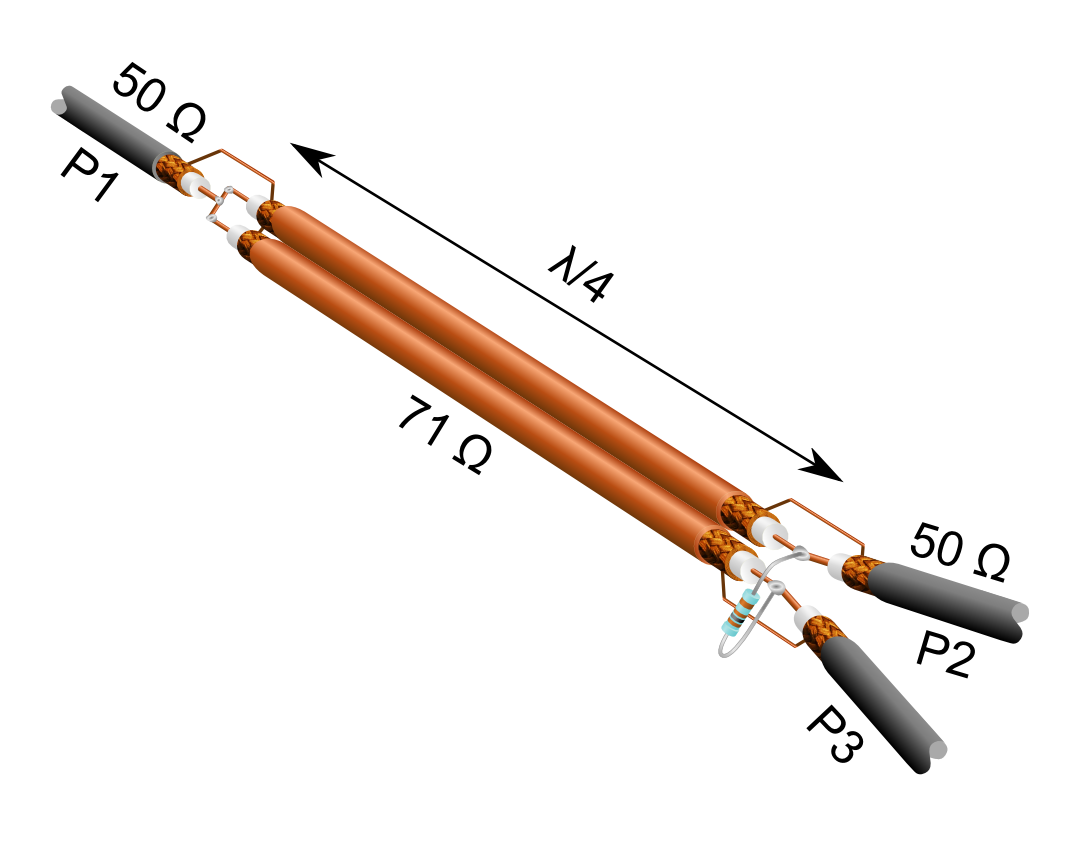
Figura 11. Divisore di Wilkinson in formato coassiale

Il divisore di potenza di Wilkinson consiste di due linee di trasmissione disaccoppiate λ/4 parallele. L'ingresso è alimentato ad entrambe le linee in parallelo e le uscite sono terminate con il doppio dell'impedenza del sistema ottenuta con un collegamento a ponte tra loro. La progettazione può essere realizzata in formato planare ma essa ha un'implementazione più naturale in cavo coassiale – in formato planare, le due linee devono essere tenute separate in modo che non si accoppino ma devono essere unite alle loro uscite in modo da potere essere terminate; invece, in formato coassiale, le linee possono essere fatte funzionare fianco a fianco facendo affidamento sui conduttori esterni dei cavi coassiali per la schermatura. Il divisore di potenza di Wilkinson risolve il problema dell'adattamento che invece ha la giunzione a T: esso presenta un basso ROS a tutte le porte e un isolamento elevato tra le porte di uscita. Le impedenze d'ingresso e di uscita ad ogni porta sono progettate per essere uguali all'impedenza caratteristica del sistema da utilizzare per le microonde (per sistema si intende la parte di circuito, esterno al divisore, in cui esso viene inserito). Ciò viene ottenuto facendo sì che l'impedenza della linea sia uguale a {\displaystyle \scriptstyle {\sqrt {2}}} dell'impedenza del sistema – per un sistema da 50 Ω le linee del divisore di Wilkinson sono approssimativamente da 70 Ω

#### Accoppiatore ibrido
Gli accoppiatori direzionali a linee accoppiate sono stati descritti sopra. Quando l'accoppiamento è progettato per essere di 3 dB esso è chiamato accoppiatore ibrido. La matrice S per un accoppiatore ibrido simmetrico ideale si riduce a:
{\displaystyle \mathbf {S} ={\frac {1}{\sqrt {2}}}{\begin{bmatrix}0&-i&-1&0\\-i&0&0&-1\\-1&0&0&-i\\0&-1&-i&0\end{bmatrix}}}
Le due porte di uscita hanno una differenza di fase di 90° (-i to −1) e così questo è un accoppiatore ibrido da 90°.

#### Accoppiatore ad anello ibrido

Figura 12. Accoppiatore ad anello ibrido in formato planare

L'accoppiatore ad anello ibrido, in inglese chiamato anche rat-race coupler, è un accoppiatore direzionale da 3 dB a quattro porte che consiste in un anello a linea di trasmissione da 3λ/2 con quattro linee agli intervalli mostrati in figura 12.  La potenza in ingresso alla porta 1 si divide e viaggia in entrambi i modi attorno all'anello.  Alle porte 2 e 3 il segnale arriva in fase e si somma, invece alla porta 4 esso è sfasato e si elide. Le porte 2 e 3 sono in fase tra loro, quindi questo è un esempio di accoppiatore ibrido da 0°. La figura 12 mostra un'implementazione in formato planare ma questa progettazione può essere implementata anche mediante cavi coassiali o guide d'onda. È possibile produrre un accoppiatore con un fattore di accoppiamento diverso da 3 dB con sezioni λ/4 dell'anello facendo sì che ognuna di esse sia, alternativamente, a bassa e ad alta impedenza ma per un accoppiatore da 3 dB l'intero anello è realizzato con impedenza pari a {\displaystyle \scriptstyle {\sqrt {2}}} delle impedenze delle porte – per una progettazione da 50 Ω l'anello sarebbe approssimativamente da 70 Ω.
La matrice S per questo accoppiatore ibrido è data da:
{\displaystyle \mathbf {S} ={\frac {1}{\sqrt {2}}}{\begin{bmatrix}0&-i&-i&0\\-i&0&0&i\\-i&0&0&-i\\0&i&-i&0\end{bmatrix}}}
L'anello ibrido non è simmetrico sulle sue porte: se si sceglie di usare una porta diversa come porta d'ingresso non si ottengono necessariamente gli stessi risultati. Usando la porta 1 o la porta 3 come porta d'ingresso l'anello ibrido è un accoppiatore ibrido da 0° come dichiarato. Tuttavia usando la porta 2 o la porta 4 come ingresso si ottiene un accoppiatore ibrido da 180°. Questo fatto porta ad un'altra utile applicazione dell'anello ibrido: esso può essere usato per produrre i segnali somma (Σ) e la differenza (Δ) da due segnali in ingresso come mostrato in figura 12. Con gli ingressi alle porte 2 e 3, il segnale Σ appare alla porta 1 e il segnale Δ appare alla porta 4.

#### Divisori a uscita multipla

Figura 13. Divisore di potenza

Un tipico divisore di potenza è mostrato in figura 13. Idealmente, la potenza in ingresso sarebbe divisa equamente tra le porte di uscita. I divisori sono costituiti da accoppiatori multipli e, come gli accoppiatori, possono essere invertiti e usati come multiplexer. Lo svantaggio è che, per un multiplexer a quattro canali, la potenza ottenuta in uscita è solo 1/4 della potenza da ciascuno e, dunque, il dispositivo è relativamente inefficiente. La ragione di ciò è che, ad ogni combinatore, metà della potenza in ingresso va alla porta 4 e viene dissipata nel carico di terminazione. Se i due ingressi fossero coerenti le fasi potrebbero essere sistemate in modo tale che la cancellazione avvenisse sulla porta 4 e quindi tutta la potenza andrebbe alla porta 1. Tuttavia, gli ingressi di un multiplexer, solitamente, provengono da sorgenti del tutto indipendenti e perciò non sono coerenti. Il multiplexing senza perdite può essere eseguito solo con le reti di filtri.

## Tipi realizzati con guide d'onda

### Accoppiatori direzionali a guida d'onda

#### Accoppiatore con branch-line a guida d'onda
L'accoppiatore con branch-line descritto sopra può essere implementato anche con le guide d'onda.

#### Accoppiatore direzionale di Bethe

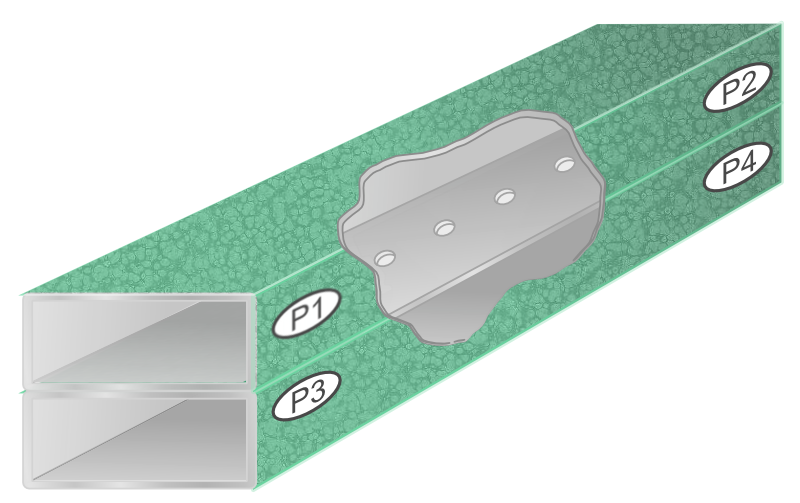
Figura 14. Un accoppiatore direzionale a fori multipli

Uno dei più comuni e semplici accoppiatori direzionali a guida d'onda è l'accoppiatore direzionale di Bethe. Consiste in due guide d'onda parallele, una posta sopra l'altra, con un'apertura, detta hole, letteralmente foro, tra di esse. Parte della potenza proveniente da una guida viene indirizzata verso l'altra attraverso il foro. L'accoppiatore di Bethe è un altro esempio di accoppiatore inverso.
Il concetto dell'accoppiatore di Bethe può essere esteso mediante fori multipli. I fori sono distanziati di λ/4. La progettazione di tali accoppiatori presenta dei parallelismi con le linee di trasmissione accoppiate a sezione multipla. L'uso di fori multipli consente di estendere la larghezza di banda progettando le sezioni come un filtro di Butterworth, di Chebyshev, o qualche altra classe di filtri. Le dimensioni dei fori sono scelte in modo da dare l'accoppiamento desiderato per ogni sezione del filtro. I criteri di progettazione servono per ottenere un accoppiamento sostanzialmente piatto insieme ad un'alta direttività sulla banda desiderata.

#### Accoppiatore di Riblet a fessura corta
L'Accoppiatore di Riblet a fessura corta è costituito da due guide d'onda affiancate con la parete laterale in comune invece che il lato lungo come nell'accoppiatore di Bethe. Una fessura viene tagliata nella parete laterale per consentire l'accoppiamento. Questa progettazione è usata spesso per produrre un accoppiatore da 3 dB.

#### Accoppiatore a fase invertita di Schwinger
L'accoppiatore a fase invertita di Schwinger è ottenuto con un'altra progettazione che fa uso di guide d'onda parallele, ma questa volta il lato lungo di una è comune con la parete laterale corta dell'altra. Vengono tagliate due fessure decentrate tra le guide d'onda distanziate di λ/4. L'accoppiatore di Schwinger è un accoppiatore inverso. Questa progettazione ha il vantaggio di una risposta con direttività sostanzialmente piatta e lo svantaggio di un accoppiamento fortemente dipendente dalla frequenza se confrontata con l'accoppiatore di Bethe, che presenta piccole variazioni del fattore di accoppiamento.

#### Accoppiatore di Moreno a guide incrociate
L'accoppiatore di Moreno a guide incrociate ha due guide d'onda una posta sopra l'altra come per l'accoppiatore di Bethe ma ad angolo retto tra loro anziché in parallelo. Due fori decentrati, di solito a forma di croce, sono tagliati sulla diagonale tra le guide d'onda a una distanza di {\displaystyle \scriptstyle {\sqrt {2}}\lambda /4}. L'accoppiatore di Moreno è indicato per applicazioni ad accoppiamento stretto. È un compromesso tra le proprietà dell'accoppiatore di Bethe e quelle dell'accoppiatore di Schwinger con accoppiamento e direttività che variano entrambi con la frequenza.

### Divisori di potenza a guida d'onda

#### Anello ibrido a guida d'onda
L'anello ibrido descritto sopra può essere implementato anche con guide d'onda.

#### T magico

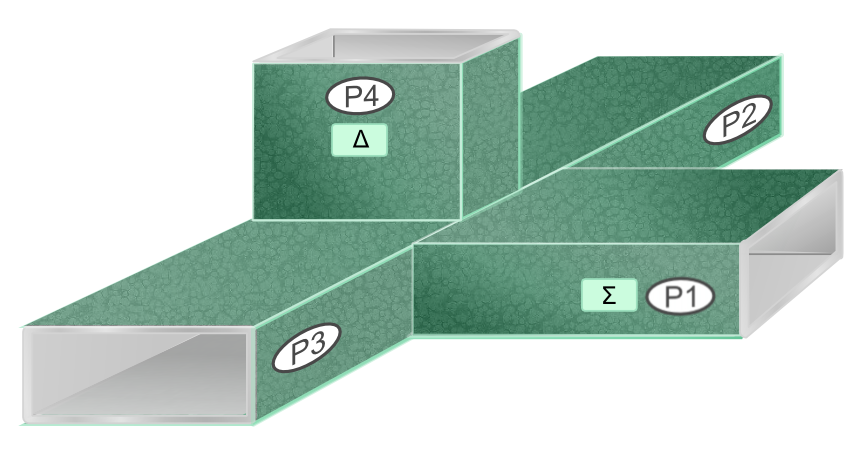
Figura 15. Il T magico

La divisione coerente di potenza è stata inizialmente realizzata mediante semplici giunzioni a T. Alle frequenze nel campo delle microonde, le giunzioni a T con guide d'onda hanno due forme possibili – giunzione E-plane (letteralmente piano del campo elettrico E) e giunzione H-plane (letteralmente piano del campo magnetico H). Queste due giunzioni dividono la potenza ugualmente, ma a causa delle differenti configurazioni di campo presso la giunzione, i campi elettrici ai bracci di uscita sono in fase per la giunzione a T di tipo H-plane e sono sfasati di 180° per quella di tipo E-plane. La combinazione di queste due giunzioni a T per formare un T ibrido è nota come T magico. Il T magico è un componente a quattro porte che può dare la somma vettoriale (Σ) e la differenza (Δ) di due segnali a micoroonde coerenti.

## Tipi a elementi discreti

### Trasformatore ibrido

Figura 16. Trasformatore ibrido da 3 dB per un sistema da 50 Ω

Il tipico trasformatore ibrido da 3 dB è mostrato in figura 16. La potenza alla porta 1 viene divisa ugualmente tra le porte 2 e 3 ma le uscite sono in controfase tra loro. Il trasformatore ibrido, perciò, è un ibrido da 180°. La presa centrale, di solito, viene terminata internamente ma è possibile renderla visibile all'esterno come porta 4; in questo caso il trasformatore ibrido può essere usato come un ibrido che fornisce somma e differenza. Tuttavia, la porta 4 presenta un'impedenza diversa rispetto alle altre porte e richiederà un trasformatore addizionale per la conversione dell'impedenza se è richiesto di usare questa porta per la stessa impedenza di sistema.

I trasformatori ibridi sono comunemente utilizzati nelle telecomunicazioni per la conversione da 2 a 4 fili. I ricevitori telefonici includono un tale convertitore per convertire la linea a 2 fili in quella a 4 fili dell'auricolare e del microfono.

### Trasformatori interconnessi

Figura 17. Accoppiatore direzionale che utilizza trasformatori

Per le frequenze più basse (meno di 600 MHz) è possibile un'implementazione compatta a banda larga per mezzo di trasformatori RF. In figura 17 viene mostrato un circuito che è pensato per un accoppiamento debole e può essere compreso considerando il percorso lungo queste linee: un segnale arriva in una coppia di linee. Un trasformatore riduce la tensione del segnale, l'altro riduce la corrente. Dunque, l'impedenza è adattata. Lo stesso discorso vale qualunque sia la direzione di un segnale attraverso l'accoppiatore. Il segno relativo della tensione e della corrente indotta determina la direzione del segnale uscente.
L'accoppiamento è dato da:
{\displaystyle C_{3,1}=20\log n\ }
dove n è il rapporto di spire tra secondario e primario.
Per un accoppiamento di 3 dB, che corrisponde ad una divisione uguale del segnale tra la porta di trasmissione e la porta accoppiata, {\displaystyle \scriptstyle n={\sqrt {2}}} e la porta isolata viene terminata con il doppio dell'impedenza caratteristica – 100 Ω nel caso in cui l'impedenza del sistema sia 50 Ω. Un divisore di potenza da 3 dB basato su questo circuito ha le due uscite in fase sfasate di 180° tra loro, in confronto con un accoppiatore a linee λ/4 accoppiate che ha una relazione di fase di 90°.

### T resistivo

Figura 18. Simplice circuito del T resistivo per un sistema da 50 Ω

È possibile usare un semplice circuito a T di resistori come in figura 18. Questo circuito può essere implementato anche come un circuito a delta applicando una trasformazione Y-Δ. La forma a delta utilizza resistori che sono uguali all'impedenza del sistema (per sistema si intende la parte di circuito, esterno al circuito a T o a delta, in cui esso viene inserito). Ciò può essere vantaggioso perché sono sempre disponibili resistori di precisione con valore di impedenza uguale all'impedenza del sistema, per la maggior parte dei valori nominali di quest'ultima. Il circuito a T ha i vantaggi della semplicità, del costo contenuto e della larghezza di banda intrinsecamente ampia. Ha due principali inconvenienti: in primo luogo, il circuito dissiperà potenza poiché è resistivo: una divisione uguale si tradurrà in una perdita d'inserzione di 6 dB, invece di 3 dB. Il secondo problema è che c'è una direttività di 0 dB che porta ad un isolamento molto scarso tra le porte di uscita.
Nel caso di divisione ineguale di potenza, non si ha tale problema della perdita di inserzione: per esempio, con -40 dB alla porta 3 si ha una perdita d'inserzione inferiore a 0,2 dB alla porta 2. L'isolamento può essere migliorato a spese della perdita di inserzione ad entrambe le porte di uscita sostituendo i resistori di uscita con attenuatori a T.  Il miglioramento dell'isolamento è maggiore dell'aumento della perdita di inserzione.

### Accoppiatore ibrido a ponte resistivo da 6 dB

Figura 19. Accoppiatore ibrido a ponte resistivo da 6 dB per un sistema da 600 Ω

Un vero accoppiatore/divisore ibrido con, teoricamente, isolamento e direttività infiniti può essere ottenuto da un circuito a ponte resistivo. Come il circuito a T, il ponte ha una perdita d'inserzione di 6 dB. Ha lo svantaggio di non potere essere usato con circuiti sbilanciati senza l'aggiunta di trasformatori; tuttavia, è ideale per linee per telecomunicazioni bilanciate da 600 Ω se la perdita d'inserzione non è un problema. I resistori nel ponte che rappresentano le porte, di solito, non fanno parte del dispositivo (con l'eccezione della porta 4 che può essere lasciata definitivamente terminata internamente), essendo queste fornite dalle terminazioni delle linee. Il dispositivo, quindi, consiste essenzialmente in due resistori (più la terminazione della porta 4).

## Applicazioni

### Monitoraggio
L'uscita accoppiata dall'accoppiatore direzionale può essere usata per monitorare la frequenza e il livello di potenza di un segnale senza interrompere il flusso di potenza principale nel sistema (eccetto per una riduzione di potenza – vedere figura 3).

### Sfruttamento dell'isolamento

Figura 20. Configurazione test per un ricevitore a due toni

Se l'isolamento è elevato, gli accoppiatori direzionali sono indicati per combinare segnali alimentando una linea singola verso un ricevitore per i test di un ricevitori a due toni.  In figura 20, un segnale entra nella porta P3 e un altro nella porta P2, mentre entrambi escono dalla porta P1. Il segnale dalla porta P3 alla porta P1 avrà una perdita di 10 dB e il segnale dalla porta P2 alla porta P1 avrà una perdita di 0,5 dB. Il carico interno sulla porta isolata dissiperà le perdite di segnale dalla porta P3 e dalla porta P2. Se gli isolatori nella figura 20 sono trascurati, la misurazione dell'isolamento (dalla porta P2 alla porta P3) determina l'ammontare della potenza dal generatore di segnali F2 che sarà immessa nel generatore di segnali F1. Se aumenta il livello di immissione, ciò può causare la modulazione del generatore di segnali F1, o perfino l'aggancio alla fase associata all'immissione. A causa della simmetria dell'accoppiatore direzionale, l'immissione inversa si manifesterà con gli stessi possibili problemi di modulazione del generatore di segnali F2 a causa della potenza da F1.  Per questo, in figura 20 vengono usati gli isolatori per aumentare efficacemente l'isolamento (o la direttività) dell'accoppiatore direzionale. Di conseguenza, la perdita associata all'immissione sarà pari all'isolamento dell'accoppiatore direzionale più l'isolamento inverso dell'isolatore.

### Accoppiatori ibridi
Le applicazioni dell'accoppiatore ibrido includono i comparatori a monoimpulso, mixer, combinatori e divisori di potenza, modulatori e sistemi d'antenna phased array per radar. Sia i dispositivi in fase (come il divisore di Wilkinson) che gli accoppiatori ibridi in quadratura (90°) possono essere usati per applicazioni con divisori di potenza coerenti. Un esempio di accoppiatori ibridi in quadratura che viene usato nell'applicazione di combinatori di potenza coerenti è dato nella prossima sezione.
Una versione economica del divisore di potenza viene utilizzata nelle case per dividere i segnali della TV via cavo o della TV terrestre per più televisori e altri dispositivi. I divisori multiporta con più di due porte di uscita, solitamente, sono costituiti internamente da un certo numero di accoppiatori in cascata.   I servizio Internet domestici a banda larga possono essere forniti dalle compagnie che danno l'accesso a Internet via cavo o alla TV via cavo. Il modem per Internet via cavo dell'utente domestico è connesso a una porta del divisore.

### Combinatori di potenza
Poiché i circuiti ibridi sono bidirezionali, essi possono essere usati per combinare coerentemente la potenza e per dividerla. Nella figura 21, viene mostrato un esempio di un segnale suddiviso per alimentare più amplificatori a bassa potenza, poi ricombinato per alimentare un'antenna singola con alta potenza.

Figura 21. Reti di divisione e combinazione usate con amplificatori per produrre un amplificatore a stato solido ad alta potenza da 40 dB (guadagno in tensione 100).

Figura 22. Configurazione delle fasi su un combinatore di potenza ibrido.

Le fasi degli ingressi per ciascun combinatore di potenza sono configurate in modo che i due ingressi siano sfasati di 90° tra loro. Poiché la porta accoppiata di un combinatore ibrido è sfasata di 90° con la porta di trasmissione, questo fa sì che le potenze si sommino all'uscita del combinatore e si annullino alla porta isolata: un esempio rappresentativo dalla figura 21 è mostrato in figura 22. Si noti che c'è uno spostamento di fase aggiuntivo fissato a 90° per entrambe le porte ad ogni combinatore/divisore che, per semplicità, non è mostrato nei diagrammi.  Applicando potenza in fase ad entrambe le porte di ingresso non si otterrebbe il risultato desiderato: la somma in quadratura (cioè con differenza di fase di 90°) dei due ingressi apparirebbe su entrambe le porte di uscita – cioè metà della potenza totale per ciascuna.  Questo approccio consente l'uso di numerosi amplificatori meno costosi e di potenza inferiore nei circuiti invece di un singolo TWT ad alta potenza. Ancora un altro approccio è quello di fare in modo che ciascun amplificatore a stato solido alimenti un'antenna e lasciare che la potenza sia combinata nello spazio o venga utilizzata per alimentare una lente (dispositivo per collimare un campo elettromagnetico incidente divergente per impedirne la diffusione in direzioni indesiderate) connessa a un'antenna.

### Differenza di fase

Figura 23. Combinazione di fase di due antenne

Le proprietà di fase di un accoppiatore ibrido da 90° possono essere usate con grande vantaggio nei circuiti a microonde.  Per esempio, in un amplificatore a microonde bilanciato i due stadi di ingresso sono alimentati attraverso un accoppiatore ibrido. Il dispositivo a FET normalmente ha un adattamento molto scarso e riflette molta dell'energia incidente. Tuttavia, poiché i dispositivi sono essenzialmente identici, i coefficienti di riflessione associati a ciascun dispositivo sono uguali. Le tensioni riflesse dei FET sono in fase alla porta isolata e differenti di 180° alla porta d'ingresso. Per questo, tutta la potenza riflessa dai FET va al carico alla porta isolata e non va alcuna potenza alla porta d'ingresso. Ciò si traduce in un buon adattamento in ingresso (basso ROS).
Se su un accoppiatore ibrido da 180° si usano linee accoppiate in fase per l'ingresso di un'antenna, come mostrato nella figura 23, si avrà un nullo (cioè una direzione in cui l'irradiazione sarà quasi nulla) direttamente tra le antenne.  Per ricevere un segnale in tale posizione, si dovrebbe cambiare il tipo di accoppiatore ibrido o la lunghezza della linea. Questo è un buon approccio per eliminare un segnale da una determinata direzione, o per generare un diagramma di differenza per un radar a monoimpulso.
Gli accoppiatori con differenza di fase possono essere usati per generare inclinazione dei lobi di radiazione per una stazione radio FM in VHF, mediante un ritardo di fase per gli elementi inferiori di un'antenna a schiera. Più in generale, gli accoppiatori con differenza di fase, insieme con ritardi di fase fissati ed antenne a schiera, sono utilizzati nelle reti per la modellazione dei lobi di radiazione (beamforming), come per esempio la matrice di Butler, per produrre un fascio in una qualsiasi direzione assegnata.